# Sergi Grapes
Sergi Grapes (títol original en francès: Gaston Lagaffe) és un personatge de ficció i el protagonista d'una sèrie de còmic francobelga. Aquesta sèrie de còmics la va crear l'autor belga Franquin i en els seus inicis amb el dibuixant Jidéhem i es va publicar per primera vegada el febrer del 1958 a la revista de còmics, Le journal de Spirou al número 985. Sergi Grapes (Gaston Lagaffe en francès i Tomás el Gafe en castellà) és un jove que ronda els vint anys; esquenadret, poc treballador i molt distret en la feina, però alhora simpàtic i bon company, treballa ordenant i enviant el correu de la correspondència de la seva oficina de Le journal de Spirou (segons la versió catalana del còmic, en Sergi Grapes treballa al Cavall Fort). En aquesta revista es va començar a publicar en català al número 563 del gener del 1986.

## Personatges
Sergi Grapes (personatge)Personatge central de la sèrie, present en la majoria (o la totalitat) de les històries. Noi bastant poc disciplinat, dormidor en la feina, molt ocupat amb els seus invents i màquines (que tenen poc èxit; sembla un "Tornassol" amb poca habilitat), molt més que no pas amb les cartes que hauria d'estar repartint i ordenant. Alhora, és afecte a disfressar-se, per exemple de cowboy. A l'encop, també és simpàtic i amable amb la gent que l'envolta; a la seva manera, és un noi trapella i innocent, més que no pas malintencionat.
SisquellesAparentment el superior d'en Grapes, treballa a l'oficina amb ell, i molt sovint l'esbronca quan, en ple horari laboral, el troba dormint, fent invents estrambòtics, jugant amb estris de distracció (com boles de joc de bitlles) o, fins i tot, cuinant amb un fogó portàtil. No obstant això, en alguna ocasió, li deixa fer de les seves amb una certa simpatia, sobretot quan ho fa sense interferir gaire en la feina i les responsabilitats. Irascible com un bon capità Haddock, quan en Grapes fa alguna cosa que el desagradi, deixa anar, verbalment o de pensament, alguna exclamació airada (tipus "Aitgrrr..."); però en les ocasions menys tenses, pot mantenir una conversa pacífica amb en Grapes, tot i les diferències psicològiques entre ambdós.
FantàsticPersonatge amb dos pèls al cap, molt popular en el còmic francès. També apareix, com a protagonista principal, en els còmics de Les aventures d'Espirú i Fantàstic. És tan disciplinat en la feina com en Sisquelles, i sovint (quan no ho fa pas pel seu propi compte) s'uneix a en Sisquelles per esbroncar el Grapes perquè no compleix les obligacions.
GertrudisNoieta jove, xerraire i manyaga. Sembla estar molt enamorada i entusiasmada d'en Grapes, del qual, de manera un xic curiosa, admira els seus invents i la seva amabilitat, entre altres aspectes (quasi sempre troba força ben fet tot el que fa el jove trapella). Com Sisquelles i Fantàstic, treballa a la mateixa oficina que en Grapes. És un dels pocs personatges que anomena en Sergi pel seu propi nom, mentre que la resta ho solen fer pel seu cognom ("Grapes").
BatlloriCompany de feina, a la mateixa oficina del Grapes i dels seus companys. Apareix només en algunes ocasions. Generalment ajuda en Sisquelles quan aquest renya en Grapes per un motiu o altre, però, a diferència d'aquest primer, li té un bri de simpatia al noi trapella quan fa les seves "trapelleries"; no és tan autoritari com en Sisquelles, encara que té una certa estima com a amic tant per aquest com pel Grapes mateix.
DesmaretsEmpresari obès, de bona posició econòmica, casat i amb filles. Tant (o més) disciplinat i seriós que en Sisquelles. Treballa en una altra oficina (però, aparentment, no gaire llunyana) que la d'en Grapes. Intenta, un cop i un altre, de poder fer signar uns contractes escrits (aparentment importants) amb els empresaris de l'oficina d'en Grapes, però, malgrat els intents d'impedir-ho d'en Sisquelles, sempre en Sergi, amb la seva habitual ingenuïtat, trapelleria i "ocurrències", impedeix que els contractes es firmin normalment, per la qual cosa repetidament en Desmarets se'n torna enfurismat i decebut a casa, amb els documents sense signar.
Gat i gavinaSón dos personatges animals, l'amo dels quals és en Grapes. Com es pot esperar, creen un cert desordre en l'oficina, per exemple impedint que en Desmarets signi una vegada per tots els contractes, o bé distraient irritantment la rutina laboral. El gat és remarcable pel seu caràcter sovint iracund i "cascarràbies", mentre que a la gavina li agrada robar peixos i altres objectes. Apareixen ocasionalment en algunes aventures, sobretot a partir d'històries posteriors.
Guàrdia urbàPersonatge (de nom real desconegut). Guàrdia urbà disciplinat i molt rigorós, que se li té jurada a en Grapes, i en moltes ocasions (no sempre amb èxit) mira de clavar-li una multa. El fet que en Grapes tingui un cotxe de segona, amb contínues avaries, facilita, fins a cert punt, a aquest "personatge de la llei", la possibilitat d'actuar contra l'oficinista dormilega. De totes maneres, és una mica ruc, i a vegades són les seves pròpies "ingenuïtats", més que no les d'en Grapes, les que causen qualque desastre a la gent i als elements urbans del carrer.
PerotOficinista jove i ros, que treballa en una oficina molt propera a la d'en Grapes. Sovint va a l'oficina d'en Grapes a fer el trapella, cosa que sempre tracta d'impedir i de censurar en Sisquelles ("que cada oficina suporti el seu paràsit", va dir en una ocasió el superior d'en Grapes). També, com en Grapes mateix, és un noi rialler, somiatruites i inofensiu, i poc amic de "cansar-se treballant".
DeulofeuHome que treballa a l'oficina d'en Grapes, aparentment de nivell social i econòmic bastant més alt que el modest trapella. Igual que el Desmarets, és un home de rutina rígida, molt ordenat i força sever. A vegades, el Desmarets mateix el prefereix perquè troba que el Sisquelles i el Fantàstic "no són prou autoritaris" i "no saben impedir" que en Grapes desmanegui els seus intents de fer signar els contractes. Malgrat això, en Deulofeu tampoc no se'n surt, i els contractes de l'"empresari obès" sempre acaben sense signar-se...
Altres personatgesPotser més per donar més ambient i un toc de realisme a la sèrie, que no pas per altre motiu, apareixen a "Sergi Grapes" altres personatges de caràcter més aviat anecdòtic, molt sovint innominats. Per exemple, la noia morena de pel llarg i solt, el company d'oficina ros, els altres guàrdies urbans de la ciutat, i algun altre personatge esporàdic.

## Àlbums
En català Ediciones Junior va publicar cinc àlbums del personatge entre 1983 i 1990.
1. Les grapes d'en Grapes,1983, amb traducció d'Albert Jané.
2. El rei dels graponers,1984, amb traducció d'Alfred Sala.
3. En Grapes dona el cop, 1984, amb traducció d'Alfred Sala.
4. Les gràcies d'en Grapes, 1985, amb traducció d'Albert Jané.
5. El gegant d'en Grapes, 1990, amb traducció de Pilar Garriga.